# Enciklopedija Britannica
Enciklopedija Britannica (latinsko Encyclopædia Britannica, dob. 'Britanska enciklopedija') je najstarejša splošna enciklopedija v angleškem jeziku, katere prva izdaja je izšla med letoma 1768 in 1771. Po mnenju mnogih je ena najboljših enciklopedij.
Izdaja 2004 vsebuje okrog 120.000 člankov, s 44 milijoni besed in obsežnim kazalom. Dosegljiva je v papirni obliki (32 zvezkov, 65.000 člankov, cena 1400 dolarjev), spletna različica (120.000 člankov, kratki povzetki so brezplačni, letna naročnina je 70 dolarjev) ter CD-ROM (več kot 80.000 člankov) ali DVD-ROM izdaja (več kot 100.000 člankov, cena 50 dolarjev).
Pri trenutni različici Britannice je sodelovalo več kot 4000 avtorjev člankov, med drugimi tudi Milton Friedman, Carl Sagan in Michael DeBakey. 
Od 15. izdaje leta 1974 članki niso bili več v klasični obliki, ampak je vsebina razdeljena na tri dele: en zvezek Propædia vsebuje strukturo ostalih delov, Micropædia v 10 zvezkih vsebuje kratke članke, Macropædia v 19 zvezkih pa daljše članke. Kazalo v dveh zvezkih je bilo prvič dodano leta 1985. 35 odstotkov vsebine enciklopedije je bilo napisano povsem na novo v zadnjih dveh letih.
V 80. letih 20. stoletja je Microsoft poskušal pridobiti Britannico k sodelovanju pri digitalni izdaji na CD-ROM. Britannica, ki je imela velik tržni delež in ki ni verjela v elektronske izdaje, je zavrnila Microsoft, ta pa je razvil svoj izdelek: Encarto. Encarto so dodali ob nakupu računalnikov in tržni delež Britannice je strmo upadel. Ponudili so CD izdajo, ki pa ni prinašala takih dobičkov. Leta 1994 so ponudili spletno različico, vendar so kljub temu zašli v poslovne težave.
Z leti je prodaja tiskane izdaje toliko upadla, da je predstavljala le še droben delež prihodkov podjetja. Leta 2012 je bila tako naposled sprejeta odločitev, da bodo po 244 letih prenehali izdajati enciklopedijo v tiskani obliki in se posvetili samo še spletni različici ter drugim izobraževalnim pripomočkom.